# Bente Hagelund
Bente Hagelund (født 16. september 1959 på Frederiksberg) er en dansk jurist og lærebogsforfatter. Hun er tidligere rektor for Folkeuniversitetet og bliver ofte brugt som ekspert i offentlig ret i danske medier.

## Baggrund og uddannelse
Bente Hagelund er student fra Kalundborg Gymnasium (1975-1978). Hun studerede jura på Københavns Universitet og dimitterede som cand.jur. i 1985. Under og efter studietiden var hun frivillig rådgiver i Københavns Retshjælp i perioden fra 1983 til 1988. I 2013 færdiggjorde hun HD i organisation og ledelse fra Syddansk Universitet.
Siden 2010 har hun fungeret som en del af Djøfs mentorkorps med særlig fokus på talentudvikling af unge kvindelige ledere, det såkaldte Talentmentorprogram.
Hun er medstifter af den danske NGO Friends of Shamayita Math, der støtter kvinders og pigers uddannelse og sundhed i et fattigt landområde i det østlige Indien.

## Erhvervskarriere
Bente Hagelund var i perioden 2010 - 2023 rektor og administrativ leder af Folkeuniversitetet i København. Hun har tidligere været ansat som vicedirektør i Dansk Almennyttigt Boligselskab og som fakultetsdirektør på Københavns Universitet. I sin karrieres første år fungerede hun som fuldmægtig i Justitsministeriet og hos Folketingets Ombudsmand.
Bente Hagelund har undervist universitetsstuderende og offentlige sagsbehandlere i offentlig ret siden 1986, og hendes faglige udgivelser bruges i dag som pensum på danske universiteter og professionshøjskoler.[kilde mangler]
Pr. 1. februar 2021 er Bente Hagelund udpeget af Kulturministeren som formand for Tipsungdomsnævnet.